# فرودگاه ریورویو رنچ
 فرودگاه ریورویو رنچ (به انگلیسی: Riverview Ranch Airport) یک فرودگاه خصوصی است که یک باند فرود چمن دارد و طول باند آن ۵۴۸ متر است. این فرودگاه در کشور ایالات متحده آمریکا قرار دارد و در ارتفاع ۲۵۶ متری از سطح دریا واقع شده است.